# Charles Mahieu
Pour les articles homonymes, voir Mahieu.
Charles Mahieu, né à Bruxelles le 23 février 1894 et mort dans la même ville le 2 octobre 1964, est un acteur belge. Il a tourné dans des films français et belges.

## Filmographie
- 1932 : Le Mariage de Mademoiselle Beulemans de Jean Choux : M. Beulemans
- 1945 : Illusions du bonheur (Baas Ganzendonck) de Gaston Arien : Le major Van Burckel
- 1946 : Le Pèlerin de l'enfer de Henri Schneider : Dominee
- 1947 : En êtes-vous bien sûr ? de Jacques Houssin
- 1949 : Edgar et sa bonne d'André Michel (court métrage)
- 1950 : La Marie du port de Marcel Carné : Le coiffeur
- 1951 : Le Chéri de sa concierge de René Jayet : Vandergoote
- 1952 : Le Banquet des fraudeurs de Henri Storck : Le lieutenant Van de Rijkavach
- 1954 : Touchez pas au grisbi de Jacques Becker : Bébert, un malfrat chez "Bouche"

## Théâtre
- 1948 : L'État de siège d'Albert Camus, mise en scène Jean-Louis Barrault, Théâtre Marigny
- 1951 : Les Fourberies de Scapin de Molière, mise en scène Louis Jouvet, Théâtre des Célestins
- 1953 : Occupe-toi d'Amélie de Georges Feydeau, mise en scène Jean-Louis Barrault, Théâtre des Célestins